# Victoria Roberts
Victoria Roberts (Londres, 10 de marzo de 1978) es una deportista australiana que compitió en remo.
Ganó cinco medallas en el Campeonato Mundial de Remo entre los años 2001 y 2007. Participó en dos Juegos Olímpicos de Verano, ocupando el quinto lugar en Sídney 2000 y el sexto en Atenas 2004, en la prueba de ocho con timonel.

## Palmarés internacional
| Campeonato Mundial | Campeonato Mundial | Campeonato Mundial | Campeonato Mundial |
| Año                | Lugar              | Medalla            | Prueba             |
| ------------------ | ------------------ | ------------------ | ------------------ |
| 2001               | Lucerna (Suiza)    | Medalla de oro     | Cuatro sin timonel |
| 2001               | Lucerna (Suiza)    | Medalla de oro     | Ocho con timonel   |
| 2002               | Sevilla (España)   | Medalla de oro     | Cuatro sin timonel |
| 2002               | Sevilla (España)   | Medalla de plata   | Ocho con timonel   |
| 2007               | Múnich (Alemania)  | Medalla de bronce  | Cuatro sin timonel |